# Janine Nuyken

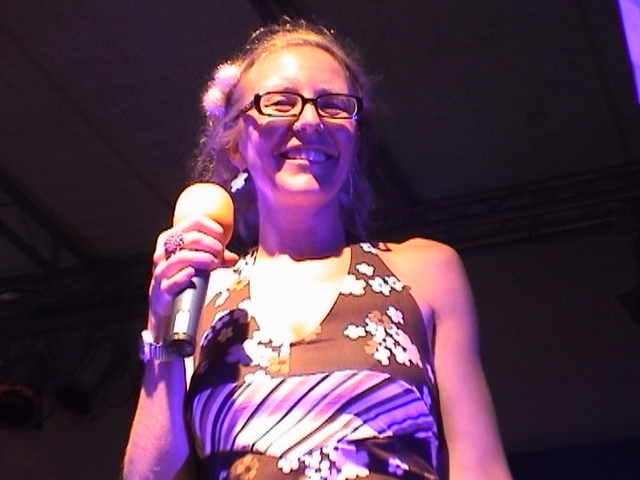
Janine Nuyken auf dem Sommerfest der Europa-Universität Viadrina 2002

Janine Nuyken (* 14. Juni 1967 in Essen) ist seit 2002 eine Vizepräsidentin der Europa-Universität Viadrina in Frankfurt (Oder). Sie ist mit einem Magister Artium in den Fächern Politische Wissenschaft und Geschichte graduiert. 

## Werdegang
Nach dem Abitur in Essen-Bredeney studierte Nuyken zunächst ab 1987 Wirtschaftswissenschaften an der Ruhr-Universität Bochum. 1988 begann sie ihr Studium der Fächer Geschichte, Latein und Politische Wissenschaft an der Ruprecht-Karls-Universität Heidelberg, welches sie 1994 mit dem Magister Artium in den Fächern Politische Wissenschaft und Geschichte abschloss. Zusatzausbildungen absolvierte sie in Mediation und als Betzavta-Trainerin. 1995 begann sie ihre Tätigkeit als Mitarbeiterin an der Europa-Universität Viadrina mit der Anstellung als Dekanatsassistentin der Kulturwissenschaftlichen Fakultät (bis 2005) und Frauen- bzw. Gleichstellungsbeauftragte der Universität. Spätere Tätigkeitsfelder umfassen u. a. die Leitung des Zentrums für Strategie und Entwicklung und die Mitarbeit im Webteam der Europa-Universität Viadrina.
Nach der Übernahme des Universitätspräsidentinnenamts durch Gesine Schwan 1999 wurde Nuyken auf deren Vorschlag vom Senat der Universität – nach anfänglichen Widerständen gegen eine Kandidatin ohne Doktortitel und Promotionsabsicht – erstmals zur Vizepräsidentin gewählt. Das Vizepräsidentenamt ist entsprechend der Grundordnung der Europa-Universität Viadrina nebenberuflich und auf drei Jahre beschränkt, wobei Wiederwahl möglich ist und in ihrem Fall seitdem ohne Unterbrechung auch auf Vorschlag aller nachfolgenden Universitätspräsident(inn)en erfolgt ist. Als Vizepräsidentin unter Gesine Schwan war sie verantwortlich für die Bereiche wissenschaftlicher Nachwuchs, Lehre, Frauen und das Collegium Polonicum., unter Gunter Pleuger für Lehre, Internationales und das Collegium Polonicum sowie unter Alexander Wöll für Organisationsentwicklung, Studierende, Lehre und (ab 2017) das Collegium Polonicum. Unter der derzeitigen Präsidentin Julia von Blumenthal ist sie Vizepräsidentin für Hochschulentwicklung, Chancengleichheit und das Collegium Polonicum. Die Ausübung der Funktion einer Universitätsvizepräsidentin unter vier Präsident(inn)en über sieben Amtszeiten und einen Zeitraum über zwei Jahrzehnte hinweg stellt eine Ausnahmeerscheinung in der Hochschullandschaft von Berlin-Brandenburg, und wohl Deutschland, dar. Janine Nuyken hat damit die akademische Lehre und die Ausbildung des wissenschaftlichen Nachwuchses ebenso wie die internationale Zusammenarbeit, insbesondere mit der Adam-Mickiewicz-Universität im Rahmen der Zusammenarbeit am Collegium Polonicum, und die Gleichstellung an der Europa-Universität Viadrina nachhaltig geprägt.

## Auszeichnungen
2020 gehörte Janine Nuyken zu den 17 in diesem Jahr mit der Europaurkunde des Landes Brandenburg ausgezeichneten Personen und Initiativen, begründet mit ihrem 25-jährigen Engagement an der Europa-Universität Viadrina.

## Publikationen
- Der bundesdeutsche Föderalismus nach der Vereinigung der beiden deutschen Staaten. Magisterarbeit (unveröffentlicht) 1994.
- Vergangenheitspolitik – Männerbiographien. In: hypatia. Historische Frauenforschung in der Diskussion, Heft 9, 1997.
- Mütter im Vaterland? Zur Debatte um Frauen im Nationalsozialismus. In: K. Gabryjelska, M. Czarnecka, Ch. Ebert, Die Bilder der „neuen Frau“ in der Moderne und den Modernisierungsprozessen des 20. Jahrhunderts. Wrocław 1998, S. 259–276.
- mit A. Albrecht: Das Qualitätsmanagement im Bereich Studium und Lehre an der Europa-Universität Viadrina Frankfurt (Oder): Ergebnistransfer. In: Tagungsband zur 14. Jahrestagung des Arbeitskreises Evaluation und Qualitätssicherung der Berliner und Brandenburger Hochschulen am 23./24.09.2013. Berlin 2015, S. 131–145.[10]
- mit A. Albrecht und J. Ölbey: Doppelabschlusse / Joint Programmes und die Systematisierung von strategischen Partnerschaften – Das Beispiel der Europa-Universitat Viadrina Frankfurt (Oder). In: Tagungsband zur 15. Jahrestagung des Arbeitskreises Evaluation und Qualitätssicherung der Berliner und Brandenburger Hochschulen am 2./3.03.2015. Berlin 2017, S. 96–107.[11]

## Lehrtätigkeit an der Europa-Universität Viadrina
- mit B. Schwelling: Kollektive Identitäten, (WiSe 2000/01).
- mit Ch. Ebert und M. Trebisz: Osteuropäischer Feminismus, (SoSe 01).
- mit Heinz Dieter Kittsteiner: Vorarbeiten für eine Stadtgeschichte Frankfurt (Oder) zwischen 1933-1945, (SoSe 01).[12]